# Saint-Auban-sur-l'Ouvèze
Saint-Auban-sur-l'Ouvèze este o comună în departamentul Drôme din sud-estul Franței. În 2009 avea o populație de 218 de locuitori.

## Evoluția populației
| An        | 1975 | 1982 | 1990 | 1999 | 2006 | 2009 |
| --------- | ---- | ---- | ---- | ---- | ---- | ---- |
| Populație | 206  | 213  | 200  | 188  | 203  | 218  |